# Monument Brunswick

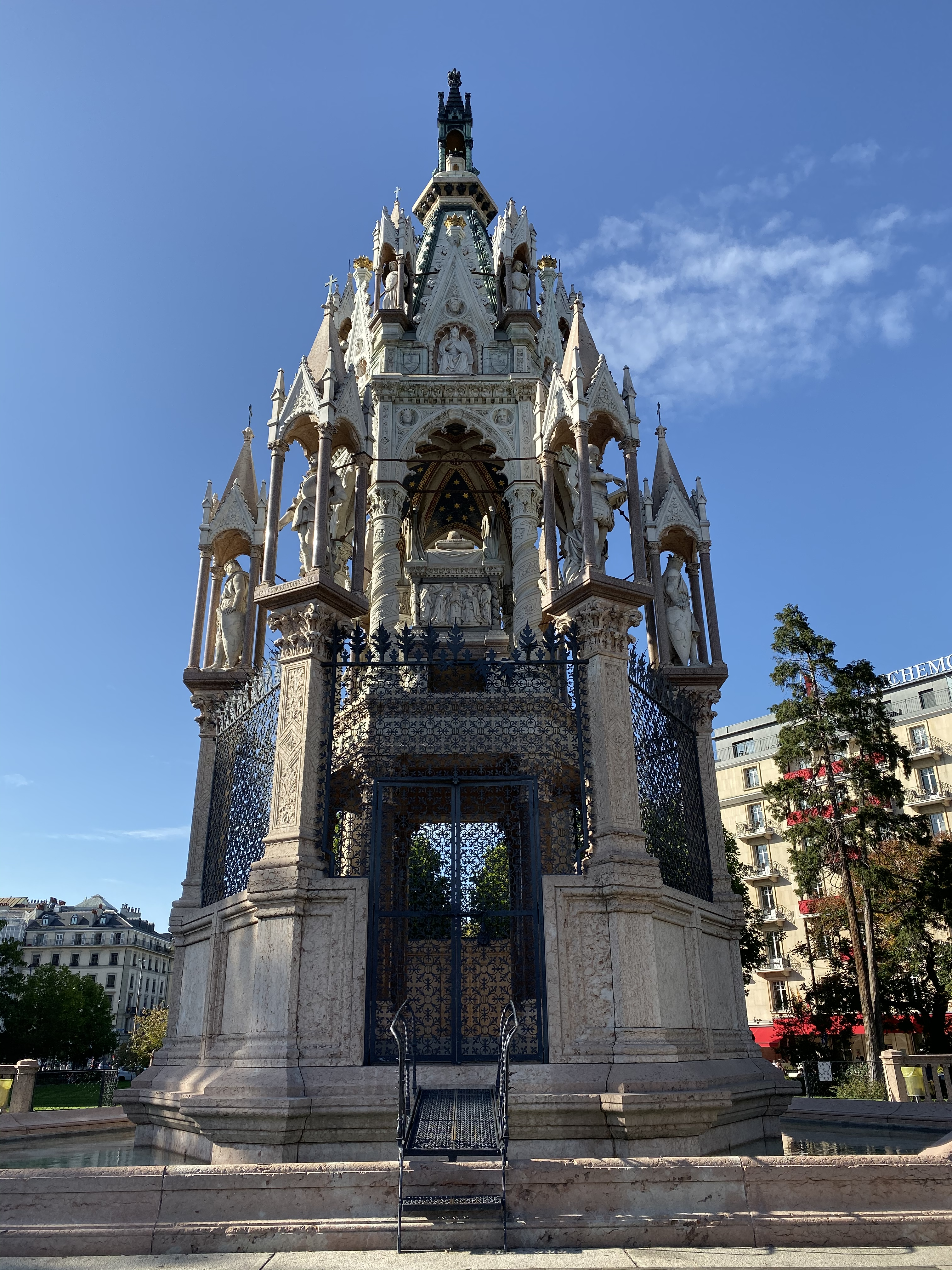
Das Monument Brunswick in Genf, 2019

Das Monument Brunswick (deutsch Braunschweig-Denkmal) ist ein Grabmal am Quai du Mont Blanc in Genf, das 1879 von der Stadt Genf für Herzog Karl II. von Braunschweig erbaut wurde. Es ist als Objekt nationaler Bedeutung im Schweizerischen Inventar der Kulturgüter verzeichnet.

## Geschichte
Herzog Karl II. wurde 1815 mit 10 Jahren bereits Monarch im durch den Wiener Kongress geschaffenen souveränen Herzogtum Braunschweig. Im Rahmen seiner Erziehung verbrachte er bereits 1820 mit seinem Bruder zwei Jahre in Lausanne im französischsprachigen Teil der Schweiz.
Durch seinen verschwenderischen Lebensstil und wegen politischen Konflikten mit den Landständen machte er sich bei der Bevölkerung unbeliebt und musste 1830 als Folge eines Aufstandes sein Land verlassen. Mit Zustimmung der anderen Monarchen des Deutschen Bundes wurde er 1831 durch seinen Bruder Wilhelm als Herzog ersetzt.

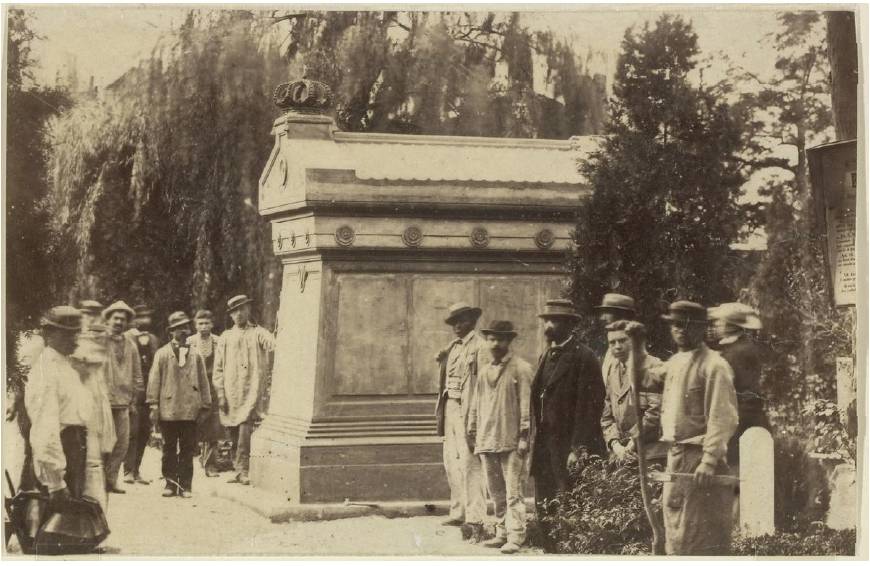
Das Grab des Herzogs 1873 auf dem Cimetière des Rois vor seiner Umbettung in das Mausoleum

Karl floh erst nach London, dann nach einem missglückten Versuch seinen Thron zurückzugewinnen, nach Paris. Die Verwandten Karls versuchten auf verschiedene Weise vergeblich ihm die Verfügungsgewalt über sein Vermögen zu entziehen, da er dieses unter anderem auch dafür einsetzte, seine Rückkehr auf den Braunschweiger Thron zu betreiben. Bei den Zeitgenossen war Karl vor allem wegen seiner Skandalgeschichten und wegen seines extravaganten Lebensstils bekannt.
1870 zog Karl wegen des Deutsch-Französischen Krieges nach Genf, wo er am 18. August 1873 ohne direkte Nachkommen verstarb. In seinem Testament setzte er die Stadt Genf als Alleinerbin ein, wobei er sich die Errichtung eines Grabmals nach eigenen Plänen an einem prominenten Ort in Genf ausbedang. Sein Bruder Wilhelm einigte sich mit Genf am 6. März 1874 gütlich über die Aufteilung des Erbes, worauf der Stadt noch eine Summe von 24 Millionen Franken verblieb, was heute ca. 1 Mia. Schweizer Franken entsprechen soll. Nach einigen Diskussionen wurde das Grabmal 1879 von der Stadt Genf im Jardin des Alpes errichtet und am 14. Oktober 1879 eingeweiht.

## Das Grabmal

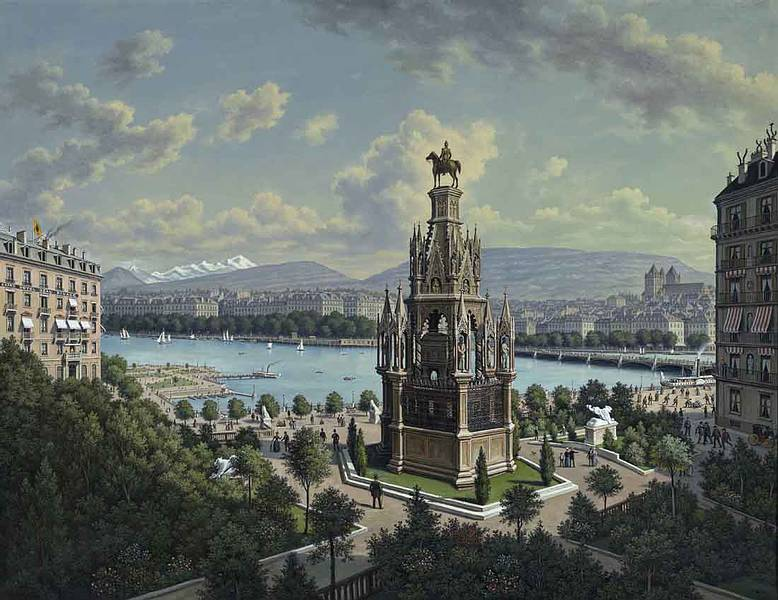
Hubert Sattlers Stadtpanorama von Genf entstand 1899 und zeigt das Monument Brunswick in seiner ursprünglichen Gestalt.

Die Gestaltung des Grabmals ließ Karl in seinem Testament bereits festhalten: Der Leichnam sollte über der Erde in einem Sarkophag ruhen, die Spitze des Grabmals sollte sein eigenes Reiterstandbild krönen, während Statuen seiner Ahnen den Sockel schmücken würden. Als Material sollten Marmor und Bronze eingesetzt werden. Die Grabmäler der Familie Scaliger in Verona wurden als Vorbilder genannt. Das Testament nennt keinen exakten Standort, enthält aber den Wunsch nach einer prominenten Platzierung in der Stadt.
Das Grabmal wurde von Jean Franel ausgeführt und kostete schliesslich 2 Millionen Franken. Er setzte sich mit seinem Entwurf gegen Eugène Viollet-le-Duc und Vincenzo Vela durch, beide anerkannte Künstler ihrer Zeit. Als Vorbild wählte Franel das Grabmal von Cansignorio della Scala. Den Figurenschmuck liess er durch verschiedene bekannte Bildhauer ausführen.
Das Grabmal besteht aus einem dreistöckigen sechseckigen, mit einer gotischen Spitze geschmückten Baldachin aus Marmor; es ruht auf einer Plattform von 65 mal 25 m und wird von zwei Wasserbassins und von Chimären aus Marmor flankiert. Der Eingang wird durch zwei Löwen aus Marmor bewacht. Im dritten Stock des Baldachins liegt der Sarkophag mit einer ruhenden Statue des Herzogs und Reliefs zur Geschichte Braunschweigs. In den Ecken des Grabmals stehen sechs Marmorstatuen von berühmten Vertretern der Familie der Welfen.
Das Reiterstandbild Karls II. auf der Spitze des Baldachins musste 1890 entfernt werden, da es zu schwer für die Konstruktion war und herunterzufallen drohte. Seither befindet es sich am nördlichen Ende der Plattform vor dem Beau-Rivage. Die Spitze wurde verändert neu ausgeführt.

## Skulpturenschmuck

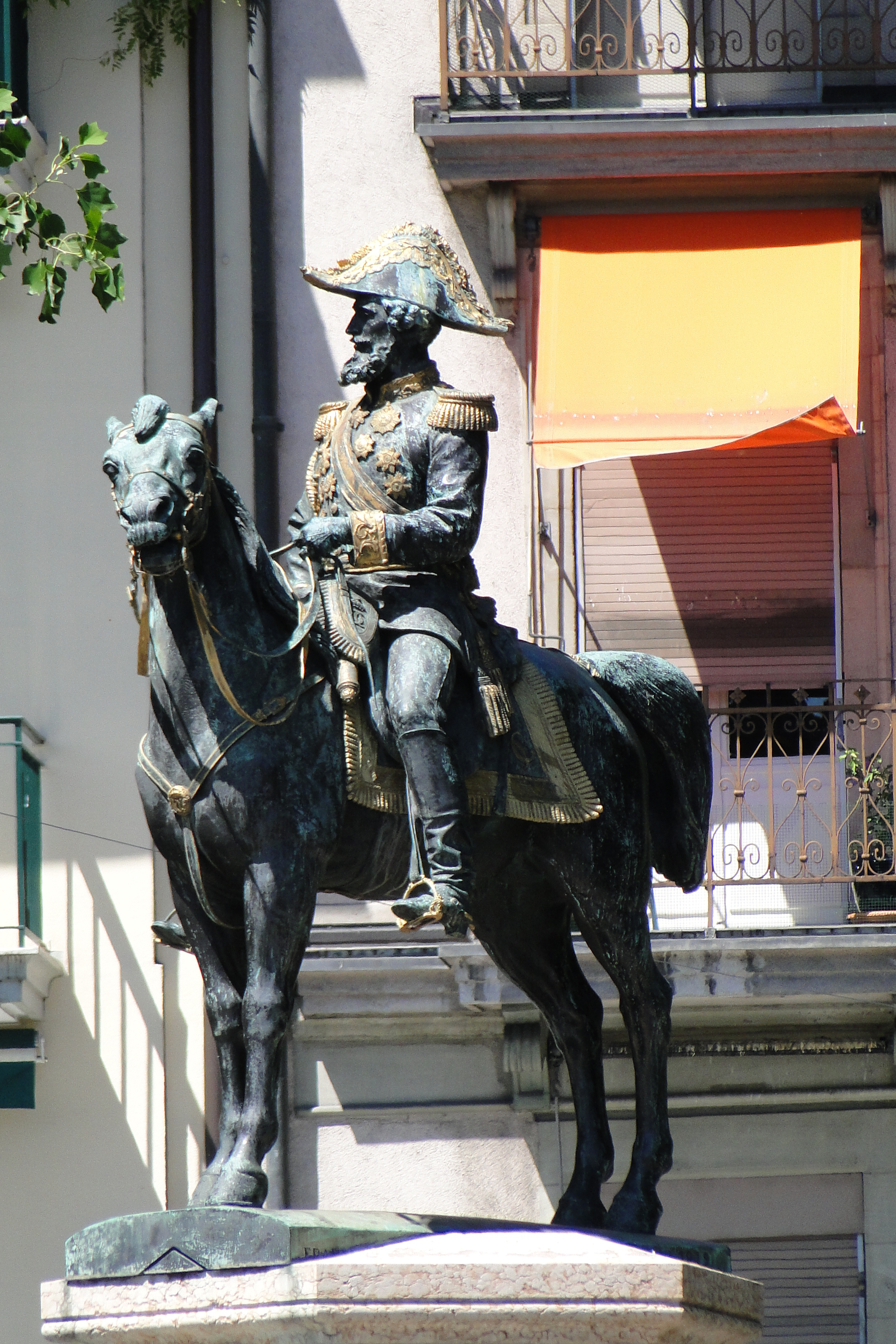
Reiterstandbild Herzog Karls II. von Braunschweig

Die acht Reliefs am Sarkophag wurden von Charles Iguel ausgeführt. Sie zeigen verschiedene Szenen aus der Geschichte Braunschweigs. Der gleiche Künstler führte auch die liegende Statue des Herzogs aus sowie die vier Engel, die ihn umgeben.
Die sechs Vorfahren des Herzogs, die in den Ecken des Grabmals aufgestellt wurden, stammen von verschiedenen Künstlern, die je zwei Statuen ausführten:
- Heinrich III., der Löwe, Herzog von Sachsen, ausgeführt von Alexandre Schoenwerk.
- Otto I., das Kind, erster Herzog zu Braunschweig und Lüneburg, ausgeführt von Alexandre Schoenwerk.
- Ernst I., der Bekenner, Herzog zu Braunschweig-Lüneburg, ausgeführt von Thomas Millet.
- August der Jüngere, Herzog zu Braunschweig Lüneburg, ausgeführt von Thomas Millet.
- Karl Wilhelm Ferdinand, Fürst und Herzog von Braunschweig-Wolfenbüttel, Grossvater Karl II., ausgeführt von Richard Kissling.
- Friedrich Wilhelm, Herzog von Braunschweig-Oels, Vater Karl II., ausgeführt von Richard Kissling.

Die jeweiligen Wappen der dargestellten Vorfahren werden durch sechs Figuren, die in der Spitze des Grabmals über den Vorfahren angebracht sind, dem Betrachter präsentiert.
Jean-Charles Töpffer führte 18 verschiedene allegorische Köpfe in Medaillons aus, die verteilt über das ganze Grabmal angebracht sind.
Das Reiterstandbild in Bronze auf der Spitze wurde von Auguste Cain ausgeführt. Es stellt den Herzog in Uniform dar, wobei Teile der Uniform vergoldet sind. Das sechseckige Podest ist mit den Figuren der zwölf Apostel verziert, die von Joseph-Antoine Custor stammen. Die Chimären und die zwei Löwen, welche die Plattform schmücken, auf der das Grabmal steht, stammen ebenfalls von Auguste Cain.